# Товарно-грошовий баланс
Това́рно-грошови́й бала́нс або това́рно-грошова́ збалансо́ваність — еквівалентність усієї грошової маси в обігу та ринкової ціни всіх вироблених і реалізованих товарів.
Рівновага товарної й грошової маси залежить від трьох факторів: кількості проданих товарів, рівня товарних цін, швидкості обертання грошової одиниці. Для збереження товарно-грошового балансу здійснюють (окремо або одночасно) наступні заходи:
- Збільшують виробництво чи імпорт товарів.
- Регулюють (прискорюють) швидкість обертання грошей.
- Скорочують грошову масу. Якщо з часом кількість грошей зростає більше, ніж кількість товарів, то відбувається знецінення грошей (інфляція).[5][2]
- Збалансованості грошової маси і товарного покриття можна досягти зміною цін. При цьому залежність між загальним рівнем цін та вартістю грошової одиниці обернено пропорційна.[6][7]

Надлишкове надання кредиту та кредитування в іноземній валюті для купівлі імпортних товарів може призводити до погіршення зовнішнього та внутрішнього товарно-грошового балансу та до падіння попиту на продукцію місцевих виробництв, орієнтованих на внутрішній ринок.
Підтримувати товарно-грошову рівновагу в Україні зобов'язаний Національний банк.